# 錫布利 (密蘇里州)
錫布利（英語：Sibley）是位於美國密蘇里州傑克遜縣的村。

## 人口
根據2020年美國人口普查的數據，錫布利的面積為2.70平方千米，皆為陸地。當地共有人口314人，而人口密度為每平方千米116人。